# Епархия Киото
 Епархия Киото  (лат. Dioecesis Kyotensis) — епархия Римско-Католической церкви с центром в городе Киото, Япония. Епархия Киото входит в митрополию Осаки. Кафедральным собором епархии Киото является собор Каварамати.

## История
17 июня 1937 года Римский папа Пий XI выпустил буллу «Quidquid ad spirituale», которой учредил апостольскую префектуру Киото, выделив её из архиепархии Осаки.
12 июля 1951 года Римский папа Пий XII издал буллу «Inter supreme», которой преобразовал апостольскую префектуру Киото в епархию.

## Ординарии епархии
- священник Патрик Джозеф Бирн (19.03.1937 — 10.10.1940)
- епископ Павел Ёсиюки Фуруя (13.12.1945 — 8.07.1976)
- епископ Раймонд Кэнъити Танака (8.07.1976 — 3.03.1997)
- епископ Павел Ёсинао Оцука (3.03.1997 — по настоящее время)

## Источник
- Annuario Pontificio, Libreria Editrice Vaticana, Città del Vaticano, 2003, ISBN 88-209-7422-3
- Булла Quidquid ad spirituale, AAS 30 (1938), стр. 7  (лат.)
- Булла Inter supremi, AAS 44 (1952), стр. 18  (лат.)